# Artemisia songarica
Artemisia songarica là một loài thực vật có hoa trong họ Cúc. Loài này được Schrenk mô tả khoa học đầu tiên năm 1841.